# Brezovica (Prešov)
|  | No s'ha de confondre amb Brezovica (Žilina). |

Brezovica és un poble i municipi d'Eslovàquia. Es troba a la regió de Prešov, al nord del país.

## Fills Il·lustres
- Oto Ferenczy, (1921-2000), fou un compositor.

## Història
La primera referència escrita de la vila data del 1274.

## Demografia
| Godina             | 1994 | 2004   | 2014   | 2024   |
| ------------------ | ---- | ------ | ------ | ------ |
| Nombre de persones | 1675 | 1687   | 1710   | 1684   |
| Diferència         |      | +0,71% | +1,36% | −1,52% |

| Godina             | 2023 | 2024 |
| ------------------ | ---- | ---- |
| Nombre de persones | 1684 | 1684 |
| Diferència         |      | +0%  |